# Katrinebjergskolen
Katrinebjergskolen er en folkeskole, der ligger på Katrinebjergvej i Aarhus N. Skolen blev opført 1952-57 og indviet 14. september 1957. Stadsarkitektens Kontor projekterede og var ansvarlig arkitekt for byggeriet på samme måde som med Vorrevangskolen og den senere atter nedlagte Frydenlundskole. De tre skoler er alle opført i samme epoke (1950'erne og 1960'erne) og er arkitektonisk i familie med hinanden. Inden opførelsen var der betydelig debat i byrådet om de pædagogiske principper, der skulle danne grundlag for den arkitektoniske udførelse. Moderne ideer om grupperum, større klasselokaler med "løse" borde mv. vandt frem, og alle tre skoler fik parallelt beliggende fløje med klasselokaler omkring en centralt placeret aula. Fra klasselokalerne var der direkte udgang til grønne områder, der var opdelt i små haver.